# Katalamma
Katalamma – hinduska bogini morza popularna zwłaszcza wśród rybaków w indyjskim stanie Kerala. Imię to zbitka dwóch słów w języku malajalam – „katal” (morze) oraz „amma” (matka). Pomimo że jest często utożsamiana z Dewi, świątynie poświęcone tej bogini są rzadkością. Najbardziej znana jest świątynia Katalamma w Ćennur w stanie Andhra Pradeś, słynna dzięki obchodom święta Katalamma utsavam.